# Maniac Mansion
Maniac Mansion – komputerowa gra przygodowa wydana przez Lucasfilm Games. Wyznaczyła standardy gier przygodowych na następne dziesięć lat. Dzięki wyborowi spośród kilku postaci, mających różne umiejętności, grę można ukończyć na kilka sposobów. Kontynuacją była gra Day of the Tentacle.
21 maja 2004 pod nazwą Maniac Mansion Deluxe ukazał się remake tej gry, wydany przez fanów. W grze została poprawiona grafika, a także został dodany interfejs w stylu SCUMM znany z gry Day of the Tentacle.